# Entedon rumicis
Entedon rumicis är en stekelart som beskrevs av Graham 1971. Entedon rumicis ingår i släktet Entedon och familjen finglanssteklar.
Artens utbredningsområde är:
- Tyskland.
- Sverige.

Arten är reproducerande i Sverige. Inga underarter finns listade i Catalogue of Life.